# جان آکوریو
جان آکوریو (انگلیسی: Jhon Acurio؛ زادهٔ ۱۸ ژانویهٔ ۲۰۰۷) بازیکن فوتبال اهل اکوادور است که در پست مهاجم برای باشگاه ورزشی بارسلونا در سری آ اکوادور بازی می‌کند.
وی همچنین در تیم ملی فوتبال زیر ۱۷ سال اکوادور بازی کرده است.